# Juvisy-sur-Orge
Juvisy-sur-Orge település Franciaországban, Essonne megyében. Lakosainak száma 18 978 fő (2022. január 1.).
Juvisy-sur-Orge Athis-Mons, Viry-Châtillon, Draveil és Savigny-sur-Orge községekkel határos.

## Népesség
A település népességének változása:
| Lakosok száma | 15 545 | 16 365 | 16 507 | 16 667 | 17 007 | 17 454 | 17 656 | 18 424 | 18 978 |
|               | 2013   | 2015   | 2016   | 2017   | 2018   | 2019   | 2020   | 2021   | 2022   |

## Híres személyek
- A város szülötte Claude Brosset francia színész